# Ассоциация кёрлинга Швеции
Ассоциация кёрлинга Швеции — высшая в иерархии шведского кёрлинга организация, осуществляющая контроль и управление кёрлингом в Швеции. Член Всемирной федерации кёрлинга и Европейской федерации кёрлинга.

## Об Ассоциации
Ассоциация кёрлинга Швеции была образована 10 декабря 1916 года в Стокгольме представителями клубов: Stockholms Amatörförenings Curlingsektion, Åre CK и Kronprinsens CK. В том же сезоне присоединились Bohuslänska CK из Уддевалла (образованная ещё в 1852 году), Stockholms CK и Göteborgs CK.
Офис Ассоциации находится в Дандерюд, лен Стокгольм. В 1955 году Ассоциация присоединилась к Шведской национальной спортивной федерации. В 1966 году Ассоциация кёрлинга Швеции присоединилась к Всемирной федерации кёрлинга. Шведская ассоциация кёрлинга связана с европейскими и международными Ассоциация кёрлинга. В Швеции 36 кёрлинг-залов и 62 кёрлинг-клуба от Елливаре на севере до Мальмё на юге.

## Деятельность АКШ
Ассоциация кёрлинга Швеции проводит чемпионаты Швеции (Чемпионат Швеции по кёрлингу среди мужчин, Чемпионат Швеции по кёрлингу среди женщин, Чемпионат Швеции по кёрлингу среди смешанных пар, Чемпионат Швеции по кёрлингу среди юниоров и т.д.) по кёрлингу и формирует сборную команду Швеции (Мужская сборная Швеции по кёрлингу, Женская сборная Швеции по кёрлингу, Смешанная сборная Швеции по кёрлингу, Смешанная парная сборная Швеции по кёрлингу и т.д.) на международные соревнования.
Ранее действовало квалификационное правило, которое применялось на международных чемпионатах, и означало, что определённая команда, должна выиграть чемпионат (или квалификационный турнир) для участия в международных турнирах. Новшеством с сезона 2011/12 явилось формирование национальной сборной по определённым правилам. Команда может быть сформирована тренером сборной из отдельных игроков. Национальная команда формируется в апреле-мае и действует в течение следующих 12 месяцев. Тренер сборной также имеет возможность, в консультации с национальной командой и Советом Ассоциации внести изменения в состав. Тренер сборной прелагает изменения в Совет Ассоциации, который принимает окончательное решение по формированию сборной. Таким образом, на чемпионатах Европы и мира могут играть разные команды. Олимпийская команда формируется тренером сборной весной года, предшествующего году проведения Олимпийских игр.

## Уддевалла — первая
Иногда оспаривается страна происхождения кёрлинга: Шотландия или Нидерланды. Однако шотландцы распространяли кёрлинг по всему миру. В США и Канаду в начале XIX века, в Швейцарию и остальную часть альпийского мира на рубеже XIX и XX веков. Но до этого кёрлинг достиг Швеции, благодаря переселенцу шотландцу. Уильям Эндрю Макфи был шотландским бизнесменом, который поселился в Уддевалла в 1840-х годах. Знакомство с кёрлингом было в 1846 году, а в 1852 году был образован Bohuslänska Curlingklubben, клуб, который существует до сих пор и вот уже несколько лет является одним из самых активных клубов страны. Шведская ассоциация кёрлинга была основана в 1916 году, и с тех пор её развитие продолжалось. В настоящее время в Швеции более 60 кёрлинг-клубов.

## Достижения
На международном уровне Канада имеет самую широкую элиту игроков и часто занимает высокие места в международных чемпионатах. Хотя Швеция имеет небольшое количество кёрлингистов по сравнению с Канадой, но шведские команды были очень успешны в международных соревнованиях (данные по состоянию на конец сезона 2019-20 годов):
Что касается женских команд:
- Команда Густафсон выиграла четыре чемпионата мира: в 1992, 1995, 1998 и 1999 годах, четыре чемпионата Европы: 1992, 1993, 1997, 2000 годах и олимпийскую бронзу в 1998 году.
- Команда Норберг завоевала золото чемпионата мира в 2005, 2006 и 2011 годах, Олимпийские игры 2006 и 2010 годов и несколько медалей чемпионатов мира и Европы, в том числе пять чемпионатов Европы подряд в 2001-2005 годах.
- Команда Хёгстрём выиграла чемпионат мира в 1981 году и чемпионат Европы в 1976, 1980, 1982, 1983, 1988 годах.
- Команда Викторссон выиграла чемпионат Европы 2010 года.
- Команда Сигфридссон выиграла чемпионат Европы 2010 и 2013 годов, серебро чемпионатов мира 2002, 2009, 2012, 2013 годов, а также серебро Олимпийских Игр 2014 года.
- Команда Хассельборг победила на Олимпийских Играх 2018 года, чемпионатах Европы 2018, 2019 годов, а также завоевала серебро на чемпионатах мира 2018, 2019 годов.

Золото чемпионата Европы выигрывали команды: Бранес 1976 и 1977 годах, Арвидссон 1978.
Что касается мужчин, то в основном команды Линдхольма и Эдина были очень успешны.
- Команда Линдхольма побеждала трижды на чемпионатах мира в 1997, 2001 и 2004 годах и дважды на чемпионатах Европы в 1998, 2001 годах.
- Команда Эдина выигрывала чемпионат мира в 2013, 2015, 2018, 2019 годах, чемпионат Европы в 2009, 2012, 2014, 2015, 2016, 2017, 2019 годах, а также на Олимпийских Играх серебро в 2018 году, бронза в 2014 году.

Золото чемпионата мира для Швеции также завоевали команды Оскариуса в 1973 году и Кампа в 1977 году. Золото чемпионата Европы выигрывали команды: Кампа в 1977, Норгрена 1987, Хассельборга 1990.

## Текущий рейтинг сборных Швеции
| № | Подъём/падение | Сборная | Очки   |
| - | -------------- | ------- | ------ |
| 1 | ▬              | Швеция  | 84.085 |
| 2 | ▬              | Канада  | 78.085 |

| № | Подъём/падение | Сборная          | Очки   |
| - | -------------- | ---------------- | ------ |
| 3 | ▲ 2            | Республика Корея | 50.838 |
| 4 | ▼ 2            | Швеция           | 45     |
| 5 | ▼ 1            | Япония           | 39.027 |

| № | Подъём/падение | Сборная   | Очки   |
| - | -------------- | --------- | ------ |
| 1 | ▬              | Норвегия  | 66.791 |
| 2 | ▲ 2            | Швеция    | 60.537 |
| 3 | ▼ 1            | Шотландия | 58.06  |

| № | Подъём/падение | Сборная  | Очки   |
| - | -------------- | -------- | ------ |
| 2 | ▬              | Канада   | 70.149 |
| 3 | ▬              | Швеция   | 62.537 |
| 4 | ▲ 2            | Норвегия | 53.254 |

| № | Подъём/падение | Сборная | Очки   |
| - | -------------- | ------- | ------ |
| 1 | ▬              | Канада  | 87.273 |
| 2 | ▲ 4            | Швеция  | 56.245 |
| 3 | ▲ 4            | Испания | 49.455 |